# Район Накамура
Райо́н Накаму́ра (яп. 中村区, なかむらく, МФА: [nakamuɾa ku̥]) — район міста Наґоя префектури Айті в Японії.  Площа становить 16,31 км². Станом на 1 серпня 2011 року населення складало 136 116  осіб, густота населення — 8350 осіб/км².